# Kalaat Bouqorra
Kalaat Bouqorra (franska: Kalaat Bouqorra (CR), Kalaat Bouqorra (Commune Rurale), arabiska: بوعادل) är en kommun i Marocko.   Den ligger i provinsen Ouezzane och regionen Tanger-Tétouan-Al Hoceïma, i den nordöstra delen av landet, 170 km nordost om huvudstaden Rabat. Antalet invånare är 15 165.